# Plácido Gomes de Oliveira
Plácido Gomes de Oliveira (Joinville, 5 de outubro de 1884 – Joinville, 23 de março de 1959) foi um político brasileiro.
Nasceu em 5 de outubro de 1884, em Joinville-SC, e morreu em 23 de março de 1959 na mesma cidade. Filho de Maria Balbina de Miranda Gomes de Oliveira e de Procópio Gomes de Oliveira. Casou com Alexina Stamm Gomes, com quem teve seis filhos. Também era irmão do ex-prefeito temporário de Joinville, João Acácio Gomes de Oliveira.
Formou-se como médico na Faculdade de Medicina do Rio de Janeiro em 1910, exercendo sua clínica em Joinville. Fundou e foi redator de muitos jornais na cidade. Por muito tempo foi diretor da Diretoria de Higiene de Joinville, que era uma repartição da Prefeitura, num contexto de sanitização da cidade, onde boa parte da população do meio urbano quanto rural sofreram imposições para adequarem-se às novas medidas modernas de higiene . Plácido inclusive chegou à compactuar com ideias como eugenia e darwinismo social, como é possível identificar em seus relatórios da Diretoria de Higiene e algumas de suas publicações em jornais. Foi também idealista da Ação Integralista Brasileira em Joinville, inclusive participando de reuniões. Existe uma rua na cidade de Joinville, no bairro Bucarein, na qual carrega seu nome. Não é o único ex-político de Joinville que foi adepto ao Integralismo que tem um nome de rua em sua homenagem, como o ex-prefeito Aristides Largura, eleito no ano de 1936. 
Foi eleito deputado estadual ao Congresso Representativo de Santa Catarina (Assembleia Legislativa) pelo Partido Republicano Catarinense (PRC), com 7.767 votos, e participou da 12ª Legislatura (1922-1924).